# Lubilhac
Lubilhac és un municipi francès situat al departament de l'Alt Loira i a la regió d'Alvèrnia-Roine-Alps. L'any 2007 tenia 112 habitants.

## Demografia

### Població
El 2007 la població de fet de Lubilhac era de 112 persones. Hi havia 54 famílies de les quals 20 eren unipersonals (12 homes vivint sols i 8 dones vivint soles), 19 parelles sense fills i 15 parelles amb fills.
La població ha evolucionat segons el següent gràfic:
Habitants censats

### Habitatges
El 2007 hi havia 91 habitatges, 54 eren l'habitatge principal de la família, 21 eren segones residències i 16 estaven desocupats. 87 eren cases i 1 era un apartament. Dels 54 habitatges principals, 47 estaven ocupats pels seus propietaris, 1 estava llogat i ocupat pels llogaters i 6 estaven cedits a títol gratuït; 1 tenia una cambra, 1 en tenia dues, 8 en tenien tres, 13 en tenien quatre i 32 en tenien cinc o més. 37 habitatges disposaven pel capbaix d'una plaça de pàrquing. A 24 habitatges hi havia un automòbil i a 18 n'hi havia dos o més.

### Piràmide de població
La piràmide de població per edats i sexe el 2009 era:
| Homes | Edats   | Dones |
| ----- | ------- | ----- |
| 0     | 95 o +  | 0     |
| 0     | 90 a 94 | 0     |
| 4     | 85 a 89 | 4     |
| 0     | 80 a 84 | 0     |
| 4     | 75 a 79 | 0     |
| 0     | 70 a 74 | 12    |
| 4     | 65 a 69 | 0     |
| 8     | 60 a 64 | 0     |
| 0     | 55 a 59 | 8     |
| 8     | 50 a 54 | 12    |
| 4     | 45 a 49 | 8     |
| 8     | 40 a 44 | 8     |
| 4     | 35 a 39 | 4     |
| 0     | 30 a 34 | 0     |
| 4     | 25 a 29 | 4     |
| 4     | 20 a 24 | 4     |
| 12    | 15 a 19 | 0     |
| 4     | 10 a 14 | 0     |
| 0     | 5 a 9   | 4     |
| 4     | 0 a 4   | 0     |

## Economia
El 2007 la població en edat de treballar era de 71 persones, 53 eren actives i 18 eren inactives. De les 53 persones actives 48 estaven ocupades (32 homes i 16 dones) i 5 estaven aturades (5 dones i 5 dones). De les 18 persones inactives 7 estaven jubilades, 5 estaven estudiant i 6 estaven classificades com a «altres inactius».

### Ingressos
El 2009 a Lubilhac hi havia 53 unitats fiscals que integraven 107 persones, la mediana anual d'ingressos fiscals per persona era de 12.513 €.

### Activitats econòmiques
Dels 3 establiments que hi havia el 2007, 1 era d'una empresa de construcció, 1 d'una empresa de comerç i reparació d'automòbils i 1 d'una empresa de transport.
L'únic servei als particulars que hi havia el 2009 era un paleta.
L'any 2000 a Lubilhac hi havia 19 explotacions agrícoles que ocupaven un total de 848 hectàrees.

## Poblacions més properes
El següent diagrama mostra les poblacions més properes.